# Being James Bond
Being James Bond är en dokumentär från 2021 där Daniel Craig reflekterar över sina 15 år som James Bond. I dokumentären visas aldrig tidigare visat material från Daniel Craigs samtliga Bond-filmer, från Casino Royale till den kommande No Time to Die. I dokumentären medverkar förutom Daniel Craig även Michel G Wilson och Barbara Broccoli. De tre reflekterar på ett personligt sätt över åren Daniel Craig spelat James Bond och delar med sig av sina egna tanker och minnen.
Dokumentären är regisserad av Baillie Walch.